# Arma hjärta
Arma hjärta är en frikyrklig psalmtext av Carl Lundgren. Den består av fyra  6-radiga korta strofer. Den har ingen kör eller refrängtext. Till psalmen har psalmboksutgivaren Emil Gustafson fogat bibelcitatet Jag är med honom i nöden från Psaltaren 91.

## Publicerad i
- Hjärtesånger 1895, nr 237 under delrubriken "Under kors och lidande" samt titeln "Herren är när".
- Metodistkyrkans psalmbok 1896, som nr 335 under rubriken "Tålamod och undergifvenhet".